# جون بروغان
جون بروغان (بالإنجليزية: John Brogan)‏ هو مدرب كرة قدم ولاعب كرة قدم بريطاني، ولد في 9 مارس 1954 في هميلتون في المملكة المتحدة. لعب مع سانت جونستون ونادي آير يونايتد ونادي ألبيون روفرز ونادي هيبرنيان وهاميلتون أكاديميكال.